# Інфузорія-туфелька
Інфузо́рія-ту́фелька (Paramecium caudatum) — вид війчастих. Як і інші інфузорії родини Парамецій, дістав назву через характерну форму клітини, що нагадує відбиток пантофлі. Узагальнююча частина назви походить від лат. infusum («настій»), тому, що перших представників цього класу знайшли у трав'яному настої.

## Опис

Будова інфузорії-туфельки.
1. травна вакуоля;
2. війки;
3. Передротова частина;
4. передротова заглибина;
5. клітинний рот;
6. порошиця;
7. поздовжні ряди війок;
8. травні вакуолі;
9. мале ядро;
10. велике ядро;
11. скоротлива вакуоля з привідними канальцями.

Тіло завдовжки 0,18-0,31 мм вкрите великою кількістю (10-15 тис.) війок. Зовнішній шар цитоплазми ущільнений, завдяки чому інфузорія зберігає сталу форму тіла. Між війками розташовані органели захисту — трихоцисти. Вони розташовані у мембранних мішечках і складаються з тіла та наконечника. У відповідь на подразнення трихоцисти вистрілюють, при цьому мембранний мішечок зливається з зовнішньою мембраною, а сама трихоциста за тисячні долі секунди подовжується у 8 разів. Загалом на тілі інфузорії-туфельки налічують 3-5 тис. трихоцист.
Від переднього кінця до середини тіла туфельки проходить жолобок з трохи довшими війками. На задньому кінці жолобка є ротовий отвір, що веде в коротку трубчасту глотку. Війки жолобка безперервно рухаються, створюючи течію води. Вода підхоплює і приносить до рота основну їжу туфельки — бактерії, які через глотку потрапляють усередину тіла інфузорії.
У цитоплазмі навколо них утворюється травна вакуоля, до якої виділяється травний сік. Цитоплазма в туфельки, як і в амеби, перебуває в постійному русі. Травна вакуоля відривається від глотки й підхоплюється течією цитоплазми. Перетравлюється їжа і засвоюються поживні речовини в інфузорії так само, як і в амеби.
Туфелька має дві скоротливі вакуолі в передній та задній частинах тіла. Кожна складається з резервуара та сітки радіальних каналів, по яких вода та продукти життєдіяльності потрапляють до вакуолі. Резервуар відкривається назовні порошицею. Вакуолі скорочуються почергово кожні 20-25 с.
Інфузорія-туфелька має два різних за будовою та функціями ядра: круглий диплоїдний мікронуклеус та бобоподібний поліплоїдний макронуклеус. Мале ядро відіграє основну роль у розмноженні, а велике впливає на процеси руху, живлення, виділення.
Загалом тіло інфузорії містить 6,8% сухої речовини, з якої 58% складає білок, 31,4% — жир, 3,6% — зола.

## Розмноження
Улітку туфелька, посилено живлячись, росте й ділиться, як і амеба, на дві частини. Мале ядро відходить від великого й ділиться на дві частини, що розходяться до переднього та заднього кінців тіла. Потім ділиться велике ядро. Інфузорія перестає живитися, її тіло посередині перетягується. У передню і задню частини туфельки відходять новоутворені ядра. Перетяжка дедалі глибшає, і нарешті обидві половинки відриваються одна від одної — виникають дві молоді інфузорії. У кожній з них залишається по одній скоротливій вакуолі, а друга з усією системою канальців утворюється заново. Туфельки починають живитися, рости, через добу поділ повторюється.

## Подразливість
Якщо помістити на скло краплю чистої води і краплю води з інфузоріями і з'єднати їх тонким водяним каналом, а потім у краплю з інфузоріями покласти маленький кристалик солі, то туфельки перепливатимуть у краплю з чистою водою: для інфузорій розчин солі шкідливий.
Якщо в краплю з інфузоріями нічого не додавати, а в краплю чистої води додати трохи настою з бактеріями, тоді туфельки зберуться навколо бактерій — своєї звичайної їжі.
Ці досліди показують, що інфузорії можуть відповідати певним чином (наприклад, переміщенням) на вплив зовнішнього середовища, тобто їм властива подразливість. Ця властивість характерна для всіх живих істот.

## Поширення
Інфузорії-туфельки зустрічаються у прісних водоймах із стоячою, забрудненою водою. Часто співмешкають з амебами та зеленими евгленами. Плавають завдяки хвилеподібним рухам війок тупим кінцем тіла уперед. Швидкість пересування ех сягає 2-2,5 мм/с.

## Застосування
Інфузорії-туфельки є лабораторними істотами, яких іноді використовують в порівняльних дослідженнях найпростіших, а також в показових експериментах в наукових музеях, для приготування мікроскопічних препаратів, тощо. Штучне розмноження інфузорій поширене серед акваріумістів, які згодовують насичений ними настій сіна (так званий «інфузорний пил») новонародженим малькам дрібних видів риб.